# 마틴 로런스
마틴 피츠제럴드 로런스(영어: Martin Fitzgerald Lawrence, 1965년 4월 16일 ~ )는 미국의 배우, 코미디언, 영화 감독, 텔레비전 프로듀서이다.

## 젊은 시절
마틴 로렌스는 아버지 존 로렌스가 주독미군으로 복무한 곳인 독일, 프랑크푸르트에서 태어났다. 그의 이름 중 마틴은 마틴 루터 킹을, 피츠제럴드는 존 F. 케네디의 중간 이름을 따서 지어졌다. 1973년 부모가 이혼한 후, 당시 경찰관이었던 아버지를 거의 보지 못했다. 어머니 클로라는 가족을 부양하기 위해 여러 직업을 전전했다. 10대 시절 동안, 로렌스는 복싱에서 두각을 드러냈다. 매릴랜드에 사는 동안, 《Thomas G. Pullen School of Creative and Performing Arts》,《Fairmont Heights High School》,《 Eleanor Roosevelt High School》를 다녔으며 또한 《Friendly High School》에 있으면서 중 대서양 골든 글로브 복싱 우승후보가 되었다.

## 출연 작품

### 영화
| 출연년도 | 제목                                    | 역할                                         | 기타                       |
| -------- | --------------------------------------- | -------------------------------------------- | -------------------------- |
| 1989     | 똑바로 살아라                           | 씨                                           |                            |
| 1990     | 하우스 파티                             | 빌랄                                         |                            |
| 1991     | Talkin' Dirty After Dark                | 테리                                         |                            |
| 1991     | 하우스 파티 2                           | 빌랄                                         |                            |
| 1992     | 부메랑                                  | 타일러                                       |                            |
| 1994     | You So Crazy                            | 단독                                         | 스탠드업 연기,기획,각본    |
| 1995     | 나쁜 녀석들                             | 마커스 버넷                                  |                            |
| 1996     | 악녀와 바람둥이                         | 나레이터/다넬 '디니/'D'/D.W.' Wright         | 감독,기획,음악 총감독,각본 |
| 1997     | 낫싱 투 르즈                            | 테런스 폴 데이비드손                         |                            |
| 1999     | 에디 머피의 라이프                      | 클라우드 뱅크스                              |                            |
| 1999     | 경찰서를 털어라                         | 마일스 로건/말론 형사                        |                            |
| 2000     | 빅 마마 하우스                          | 말콤 터너/빅 마마                            | 기획                       |
| 2001     | 마음대로 훔쳐라                         | 케빈 카퍼리                                  | 기획                       |
| 2001     | 흑기사 중세로 가다                      | 자말 워커/스카이워커                         | 기획                       |
| 2002     | 마틴 로렌스 라이브                      | 단독                                         | 기획/각본                  |
| 2003     | 내셔널 시큐리티                         | 얼 몽고메리                                  | 기획                       |
| 2003     | 나쁜 녀석들2                            | 마커스 버넷                                  |                            |
| 2005     | 리바운드                                | 로이 맥코믹/프리처 돈                        | 기획                       |
| 2006     | 빅 마마 하우스 : 근무중 이상무          | 로이 맥코믹/프리처 돈                        | 기획                       |
| 2006     | 부그와 엘리엇                           | 부그                                         | 성우                       |
| 2007     | 거친 녀석들                             | 바비 데이비스                                |                            |
| 2008     | 웰컴 홈 로스코 젠킨스                   | RJ 스티븐스 박사/로스코 스트븐 젠킨스 주니어 |                            |
| 2008     | 칼리지 로드 트립                        | 경찰관 제임스 포터                           |                            |
| 2010     | MR.후아유                               | 라이언 팔슨                                  |                            |
| 2011     | 빅 마마 하우스 : 라이크 파더, 라이크 선 | 말콤 터너/빅 마마                            |                            |
| 2011     | Wild Hogs 2: Bachelor Ride              | 바비 데이비스                                |                            |
| 2020     | 나쁜 녀석들: 포에버                     | 마커스 버넷                                  |                            |
| 2024     | 나쁜 녀석들: 라이드 오어 다이           | 마커스 버넷                                  |                            |

### 텔레비전
- 《What's Happening Now!!》(1987년부터 1988년까지 캐스트 멤버) - 모리스
- 《A Little Bit Strange》(1989년) (팔리지않은 파일럿 프로그램)
- 《Hammer, Slammer, & Slade》(1990년) (팔리지않은 파일럿 프로그램)
- 《Private Times》(1991년) (팔리지않은 파일럿 프로그램)
- 《Martin》(1992년 ~ 1997년) - 마틴 페인
- 《Def Comedy Jam》(1992년부터 1993년까지 진행)
- 《Love That Girl》(기획)

## 앨범
| 년도 | 앨범                              | 차트 순위       | 차트 순위          | 차트 순위 |
| 년도 | 앨범                              | 미국 빌보드 200 | 미국 R&B/힙합 앨범 |           |
| ---- | --------------------------------- | --------------- | ------------------ | --------- |
| 1993 | Martin Lawrence Live Talkin' Shit | 76              | 10                 |           |
| 1995 | Funk It                           | -               | 35                 |           |

## 수상 및 후보
- 블록버스터 엔터테인먼트 상
  - 영화 라이프로 에디 머피와 함께《Favorite Comedy Team》(2000년) 후보에 오름
  - 영화 빅 마마 하우스로 《Favorite Actor》(2001년)에 후보로 오름
- NAACP 이미지 상
  - 연속극 Martin으로 《Outstanding Lead Actor in a Comedy Series》(1995년) 수상함
  - 연속극 Martin으로 《Outstanding Lead Actor in a Comedy Series》(1996년) 수상함
  - 연속극 Martin으로 《Outstanding Lead Actor in a Comedy Series》(1995년)에 후보로 오름
- 키즈 초이스 상
  - 연속극 Martin으로 《Favorite Television Actor》(1995년)에 후보로 오름
  - 연속극 Martin으로 《Favorite Television Actor》(1996년)에 후보로 오름
  - 영화 빅 마마 하우스로 《Favorite Movie Actor》(2001년)에 후보로 오름
- MTV 무비 상
  - 영화 나쁜 녀석들로 윌 스미스와 함께 《Best On-Screen Duo》(1996년)에 후보로 오름
  - 영화 빅 마마 하우스로 후보에 오름
  - 영화 나쁜 녀석들 II로 윌 스미스와 함께 《Best On-Screen Team》(2003년)에 후보로 오름
- 쇼웨스트 - 《Male Star of Tomorrow》(1995년) 수상함
- 틴 초이스 상 - 영화 빅 마마 하우스로 《Wipeout Scene of the Summer》(2000년)에 후보로 오름
- BET 코미디 상 - 《Icon Comedy Award》(2005년) 수상함

## 참고
1. 1 2 3 4 5  Stated in interview on Inside the Actors Studio
2. ↑  “Martin Lawrence Biography - Yahoo! Movies”. Yahoo! Movies. 2007년 3월 26일에 확인함.
3. ↑  Martin Lawrence Biography (1965-)
4. ↑  “Martin  Lawrence - Profile, Latest News and Related Articles”. E! Online. 2007년 9월 27일에 원본 문서에서 보존된 문서. 2007년 3월 26일에 확인함.